# Coutevroult
Coutevroult ist eine französische Gemeinde im Département Seine-et-Marne in der Region Île-de-France. Sie gehört zum Kanton Serris (bis 2015 Kanton Crécy-la-Chapelle) im Arrondissement Meaux.
Die Bewohner nennen sich Coutevroultois.

## Geographie
In Coutevroult gibt es eine Anschlussstelle an die Autoroute A4. Im Nordosten verläuft die Gemeindegrenze unmittelbar am Fluss Grand Morin. Auf der anderen Seite des Fließgewässers liegt Couilly-Pont-aux-Dames, eine Gemeinde, die Coutevroult nicht berührt. Die weiteren Nachbargemeinden sind Saint-Germain-sur-Morin im Nordwesten und im  Norden, Villiers-sur-Morin im Osten, Villeneuve-le-Comte im Süden und Bailly-Romainvilliers im Südwesten.

## Bevölkerungsentwicklung
| Jahr      | 1962 | 1968 | 1975 | 1982 | 1990 | 1999 | 2008 | 2014 |
| --------- | ---- | ---- | ---- | ---- | ---- | ---- | ---- | ---- |
| Einwohner | 245  | 278  | 339  | 396  | 498  | 536  | 853  | 1070 |

## Sehenswürdigkeiten

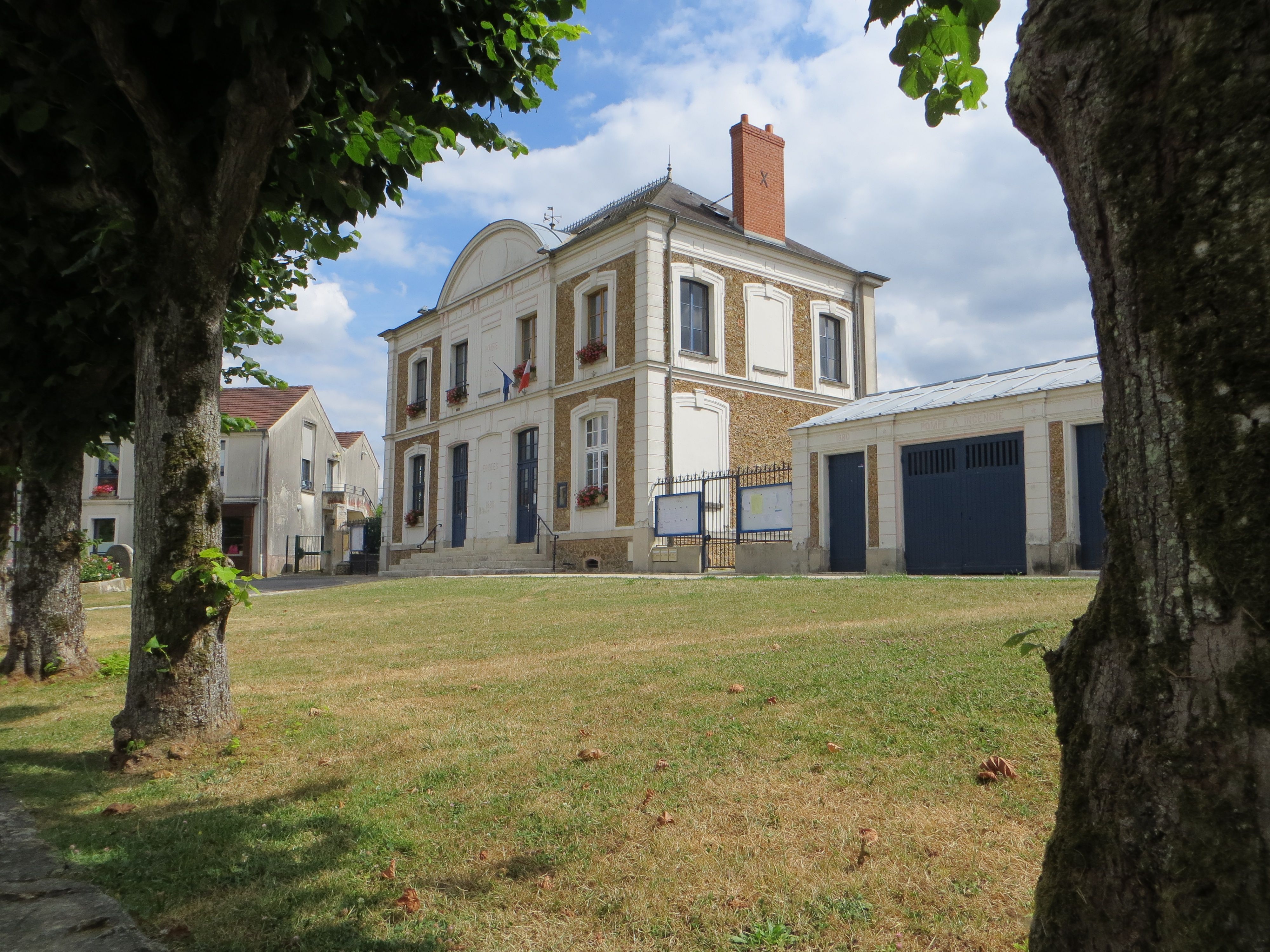
Mairie (Rathaus)

- Kirche Saint-Jean-Baptiste